# 3Д-тест на антисемитизм
3Д-тест на антисемитизм — набор критериев, предназначенных для отличия обоснованной критики Израиля от антисемитизма. Три Д соответствуют Делегитимации Израиля, Двойным стандартам по отношению к Израилю и Демонизации Израиля. Каждый из факторов, по мнению авторов, указывает на антисемитизм. Тесты были разработаны еврейским лидером Натаном Щаранским. Исследования были опубликованы в политическом обзоре 2004 года.
Тест представляет собой способ разделения обоснованной критики Государства Израиль, его действий и политики от нелегитимной критики, которая является антисемитизмом. Профессор Ирвин Котлер, ведущий учёный в области прав человека, сказал, что «мы должны создать определённые границы, где она [критика Израиля] пересекает (допустимую) линию, потому что я один из тех, кто твердо верит не только в свободу слова, но и в строгую дискуссию, обсуждения, диалектику и тому подобное. Если вы говорите слишком легко, что все выступления антисемитские, то нет ничего антисемитского, и мы больше не можем сделать различия». 3Д-тест на антисемитизм опровергают аргументы, которые утверждают, что «любая критика по отношению к Государству Израиль рассматривается как антисемитизм, и, следовательно, законная критика должна замолчать и будет проигнорирована». Этот тест был принят Государственным департаментом США. Он был подвергнут критике за нехватку «достаточной суровости, которая будет использована без изменений в научных или правительственных целях».

## Основные понятия
Теория может быть использована в различных ситуациях, особенно в случаях неклассического антисемитизма, то есть антисемитизма, который является более тонким, в связи с чем его труднее распознавать. Этот неклассический антисемитизм принимает форму нападения на Израиль, еврейское государство. Как объясняет Щаранский, «прикрытая видимостью законной критики Израиля, эта новая форма антисемитизма гораздо труднее поддается разоблачению». Человек может проанализировать газетное сообщение, публицистическую статью, интервью или даже протест и увидеть, пересекает ли критика границу хотя бы одного из следующих тестов.

### Делегитимация
Термин «Делегитимация» относится к отрицанию права еврейского народа на самоопределение, например утверждению, что существование Государства Израиль неправомерно. Это утверждение является дискриминационным для евреев, отрицая их основное право на самоопределение, признанное международными организациями. Поскольку любая дискриминация в отношении конкретной этнической, религиозной, расовой или национальной группы считается расизмом, отказ еврейскому народу в праве на самоопределение может рассматриваться как расизм по отношению к евреям, как антисемитизм.
Бывший заместитель премьер-министра Швеции Пер Альмарк (Per Ahlmark), один из ведущих защитников в борьбе с антисемитизмом, написал: «По сравнению с большинством предыдущих антиеврейских вспышек новая волна антисемитизма часто не направлена против отдельных евреев. Нападение носит в основном коллективный характер против евреев, Государства Израиль, а затем запускается цепная реакция нападения на отдельных евреев и еврейские учреждения. […] В прошлом самыми опасными среди антисемитов были те, кто хотел сделать мир без евреев. Сегодня самые опасные антисемиты — те, кто хочет сделать мир без еврейского государства». Профессор Ирвин Котлер определяет делегитимацию как один из девяти признаков «нового антисемитизма». Котлер называет «политическим антисемитизмом» отрицание права еврейского народа на самоопределение и делегитимацию Израиля как государства.

### Двойные стандарты
Второй тест Д используется в различных ситуациях. Если человек критикует Израиль и только Израиль, но предпочитает игнорировать подобные обстоятельства (случаи) в других странах, то он руководствуется политикой двойных стандартов. Существование различных моральных норм для евреев и Израиля, с одной стороны, и для остального мира, с другой, так же как и при делегитимации, дискриминируют определённую группу и должны быть определены как антисемитизм. Аналогичные рассуждения были сделаны Томасом Фрейдманом, утверждающим, что бойкот, изъятие инвестиций и санкции (BDS) движения, которые игнорируют ситуации в Сирии, Саудовской Аравии и Иране, — проявление лицемерия и антисемитизма. В том же материале Фридман написал, что «критика Израиля не является антисемитской, и рассуждающий не будет омерзительным. Но выбор Израиля для осуждения и международных санкций из всех других стран (или партий) на Ближнем Востоке — это антисемитизм, и говорящий так поступает нечестно».
Профессор Ирвин Котлер также определил двойные стандарты как один из девяти признаков «нового антисемитизма». Котлер предлагает предоставить Израилю равенство перед законом на международной арене (например, «возможности Израиля бороться с дискриминацией на международной арене»), отказ в котором должен рассматриваться как новый антисемитский акт.

### Демонизация
Третий тест Д — изображение определённой группы как зло — демоническое или сатанинское. Агентство Европейского союза по защите основных прав (EUMC) определило антисемитизм как «часто встречающееся обвинение евреев в заговоре против человечества, часто используемое против евреев и для объяснения „почему дела идут не так“. Это выражается в речи, письмах, визуальных формах и действиях, использовании зловещих стереотипов и негативных черт характера». Если критика использует метафоры, образы или риторику, которые означают, что израильтяне или евреи являются злом, это, без сомнения, проекция антисемитских наветов крови и риторики. Один из примеров высказываний о дегуманизации и демонизации евреев — стереотипные утверждения о коллективной власти евреев, в частности, миф о всемирном еврейском заговоре или о управлении евреями СМИ, экономикой, правительством или другими общественными институтами.

## Реакции
Джонатан Джудэкен пишет, что «критерии демонизации, делегитимации и двойных стандартов важны для разъяснения, когда критика Израиля становится юдофобией. Они полезны, но все ещё незначительны и полностью не освещают проблемы». Кеннет Л. Маркус пишет, что «в то время как тест Щаранского является частично полезным благодаря его необычайному уму, его рассуждениям не хватает достаточной строгости при использовании в научных или правительственных целях».